# Lysipomia laciniata
Lysipomia laciniata är en klockväxtart som beskrevs av A.Dc. Lysipomia laciniata ingår i släktet Lysipomia och familjen klockväxter.

## Underarter
Arten delas in i följande underarter:
- L. l. fissicalyx
- L. l. laciniata
- L. l. linearifolia
- L. l. meridensis
- L. l. microsperma